# 726 Joëlla
726 Joëlla
726 Joëlla là một tiểu hành tinh ở vành đai chính. Nó được Joel Hastings Metcalf phát hiện ngày 22.11.1911 ở Winchester, Massachusetts, và được đặt tên là Joëlle, dạng giống cái của Joël theo tên Joel Hastings Metcalf